# Praia de Ibicuitaba
Ibicuitaba é um praia brasileira localizada na cidade de Icapuí no estado do Ceará.
A prefeitura de Icapuí promove o carnaval de rua na área.